# Gefecht bei Günterstal
Heckerzug (13. bis 27. April 1848):
Scheideck – Günterstal – Freiburg – Dossenbach
Struve-Putsch (21. bis 25. September 1848):    
Staufen
Badischer Militäraufstand (9. Mai bis 23. Juli 1849):
Heppenheim – Weinheim – Wald-Michelbach – Ludwigshafen – Käfertal – Ladenburg I – Hirschhorn – Waghäusel – Ladenburg II – Sinsheim – Ubstadt – Durlach – Murglinie – Gernsbach – Rastatt
Das Gefecht bei Günterstal fand am 23. April 1848 während der Badischen Revolution am Jägerbrunnen unweit des Dorfes Günterstal statt. Hier hielten Regierungstruppen unmittelbar südlich von Freiburg im Breisgau eine Vorhut der unter Franz Sigel auf die Stadt anrückenden Freischärler auf.

## Vorgeschichte
Während der Badischen Revolution hatte die Regierung nach der Niederlage Friedrich Heckers bei Kandern eigene und hessische Truppen um Freiburg zusammengezogen, um die Stadt von den Aufständischen zu säubern. Am 22. April 1848 hatten sich in Freiburg etwa 1500 Freischärler verbarrikadiert, die dringend auf ihren Entsatz durch die angekündigten 5000 Mann, die unter dem Kommando Franz Sigels aus Richtung Horben kommend auf Freiburg vorrückten, warteten. Um nach dem Verbleib dieser Freischaren zu schauen, schickten die praktisch eingeschlossenen Aufständischen eine Abordnung unter Hermann Mors in Richtung Horben. Die Delegation stieß schließlich auf die Vorhut Sigels von etwa 300 Mann unter Gustav Struve, der darüber berichtet: Die Schar Freiburger forderte uns auf, so rasch als möglich auf Freiburg loszurücken, indem die Stadt selbst von feindlichen Truppen entblößt, die in der Nähe befindlichen aber dem Volke günstig gesinnt seien. Die Freiburger stellten überhaupt uns die Sache so dar, als handle es sich nur darum, Besitz von der Stadt zu ergreifen. In Abwesenheit Sigels war man einstimmig der Ansicht, es könne nicht länger gewartet werden, um so weniger, als Sigel, da er beritten sei, leicht die Colonne würde einholen und den Oberbefehl würde übernehmen können.

## Das Gefecht
Durch die Bitten der Freiburger Abordnung beeindruckt und vom Ehrgeiz angestachelt preschte Struve gegen ausdrücklichen Befehl Sigels mit seiner kleinen Mannschaft vor. Sigel berichtet über Struves Alleingang: Ohne die nöthigen Vorsichtsmaßregeln zu ergreifen, stiegen sie in das Thal und zu dem Dorfe Günthersthal hinab und bewegten sich in Marschkolonne das Thal entlang auf Freiburg zu. Aber an der Mündung des Thales angekommen, trafen sie plötzlich – wie auch wieder vorauszusehen war – auf den Feind, der sich dort aufgestellt hatte und sie nach kurzem Parlamentieren mit Geschütz und Infanterie empfing. Wie nach dem Gefecht von Kandern und dem Benehmen der Royalisten deutlich vorauszusehen war, … ließ sich der Kommandierende in keine Unterhandlungen ein, sondern gab dem ehemaligen badischen Artillerieoffizier Kunzer, welcher an ihn die Frage richtete, ob Struve einige Worte sprechen könne, zur Antwort: "Fort, fort du Hund". Kunzer richtete sich nun an die Mannschaft der Artillerie mit den Worten: "Ihr werdet nicht schießen, dort drüben stehen eure Väter und Brüder", worauf der Commandeur dem neben ihm stehenden Bataillon den Befehl zum Feuern gab. Mit dem Ausruf "Vater- und Brudermörder!" ritt Kunzer zurück. Durch die nachgesendeten Schüsse erhielt sein Pferd eine leichte Verwundung.
Die in vorderster Linie stehenden nur mit Sensen bewaffneten Männer gerieten nach den ersten Kartätschensalven in Panik und liefen davon, einige warfen ihre Sensen weg. Sigel, alarmiert durch das Gewehr- und Kartätschenfeuer, kam gerade noch rechtzeitig mit einem Trupp von Horben nach Günterstal heruntergeeilt und schlug die Regierungstruppen zurück. Von halb vier Uhr nachmittags bis sieben Uhr abends dauerte das Gefecht. Auf beiden Seiten floss viel Blut. Mindestens 20 Freischärler und drei Soldaten ließen beim Jägerbrunnen ihr Leben.
Auf Seiten der Bundestruppen kämpften einzelne Bataillone des 4. badischen Infanterie-Regiments und des 2. Großherzoglich Hessische Regiment.

## Gedenken
Bis zum 21. April 2003 gab es beim Jägerbrunnen nur einen Gedenkstein, den Soldaten der Regierungstruppen ihren gefallenen Kameraden gesetzt hatten.
Am Ostermontag 2003 enthüllte eine Initiative zur Erinnerung an die Badische Revolution an gleicher Stelle einen Gedenkstein für die zwanzig Freischärler, die dort im Gefecht mit Regierungstruppen im Kampf für Freiheit und Demokratie gefallen waren.